# Oradour (Charente)
Pour les articles homonymes, voir Oradour.
Oradour est une commune du Sud-Ouest de la France, située dans le département de la Charente (région Nouvelle-Aquitaine).

## Géographie

### Localisation et accès
Oradour est une commune du Nord Charente située à 3,5 km au nord-ouest d'Aigre et 32 km au nord d'Angoulême, non loin de la Charente-Maritime et des Deux-Sèvres.
Oradour est aussi à 15 km au nord de Rouillac, 22 km au sud-ouest de Ruffec, 23 km à l'est de Matha.
À l'écart des routes importantes, la commune d'Oradour est longée au sud par la D 739 entre Aigre et Matha. La D 67 d'Aigre à Barbezières à l'ouest passe devant la mairie.
La gare la plus proche est celle de Luxé à 11 km, desservie par des TER à destination d'Angoulême, Poitiers et Bordeaux.

### Hameaux et lieux-dits
La commune comporte les hameaux de Chillé et Germeville, et des fermes et lieux-dits comme le Coudret, le Perret, le Châtelet, Chanteraine, ... La mairie d'Oradour et l'église entourée de son cimetière sont situées au centre de la commune et isolées de toute autre construction.

### Communes limitrophes
|             | Lupsault | Saint-Fraigne |
| Barbezières | Oradour  | Aigre         |
| Verdille    | Mons     |               |

### Géologie et relief
Géologiquement, la commune est dans le calcaire du Jurassique du Bassin aquitain, comme toute la moitié nord du département de la Charente. Le Kimméridgien occupe plus particulièrement la surface communale. Des alluvions du Quaternaire occupent les vallées,,.
Le relief de la commune est celui d'une plaine légèrement relevée à l'ouest, d'une altitude moyenne de 80 m. Le point culminant de la commune est à une altitude de 120 m, situé sur la limite sud. Le point le plus bas est à 65 m, situé le long de l'Aume à Germeville.

### Hydrographie

#### Réseau hydrographique
La commune est située dans le bassin versant de la Charente au sein du Bassin Adour-Garonne. Elle est drainée par l'Aume, le ruisseau de la couture, le ruisseau de la Citerne, le ruisseau de Saint-Sulpice et par divers petits cours d'eau, qui constituent un réseau hydrographique de 19 km de longueur totale,.
L'Aume, affluent de la Charente sur sa rive droite et qui passe à Aigre, arrose l'est de la commune, ainsi que son affluent, le Ruisseau de la Couture, qui descend de Couture-d'Argenson.
Leur large vallée commune est occupée par des marais, le marais de Germeville à l'est et le marais à Rouches d'Oradour au centre.
Le ruisseau de Saint-Sulpice qui naît sur la limite ouest de la commune passe à Chillé pour rejoindre ces deux marais.
Le ruisseau de la Citerne, à sec l'été et qui se jette dans l'Aume, limite la commune au sud.
On trouve quelques sources comme la Font Rougeaud près des marais de Germeville, le Creux Fumaud au sud de Chillé, et la fontaine de la Gaillotte au nord.

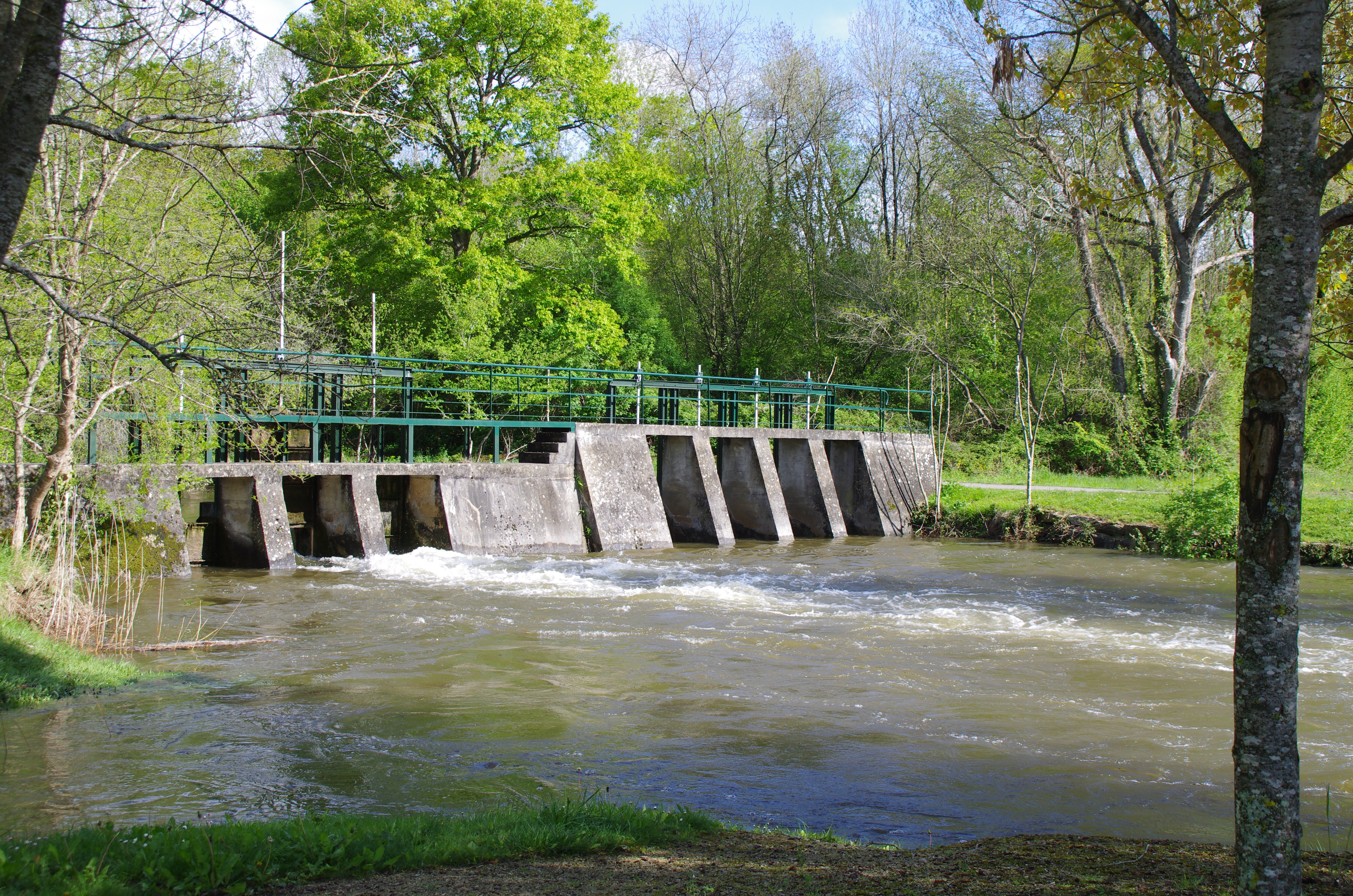
Les pelles sur le ruisseau de la Couture à Germeville.
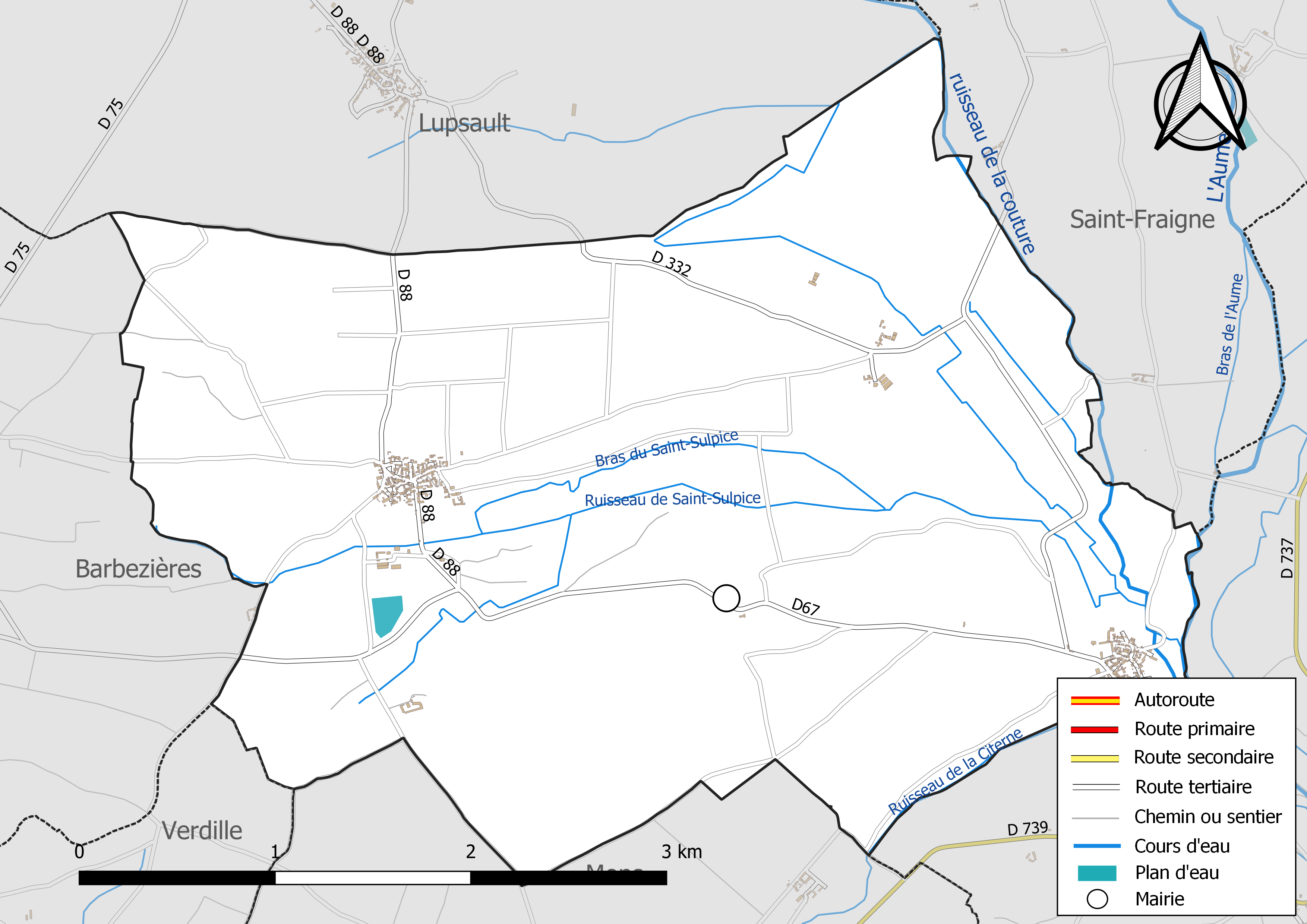
Réseaux hydrographique et routier d'Oradour

#### Gestion des eaux
Le territoire communal est couvert par le schéma d'aménagement et de gestion des eaux (SAGE) « Charente ». Ce document de planification, dont le territoire correspond au bassin de la Charente, d'une superficie de 9 300 km2, a été approuvé le 19 novembre 2019. La structure porteuse de l'élaboration et de la mise en œuvre est l'établissement public territorial de bassin Charente. Il définit sur son territoire les objectifs généraux d’utilisation, de mise en valeur et de protection quantitative et qualitative des ressources en eau superficielle et souterraine, en respect des objectifs de qualité définis dans le troisième SDAGE  du Bassin Adour-Garonne qui couvre la période 2022-2027, approuvé le 10 mars 2022.

### Climat
Comme dans les trois quarts sud et ouest du département, le climat est océanique aquitain.

## Urbanisme

### Typologie
Au 1er janvier 2024, Oradour est catégorisée commune rurale à habitat dispersé, selon la nouvelle grille communale de densité à 7 niveaux définie par l'Insee en 2022.
Elle est située hors unité urbaine et hors attraction des villes,.

### Occupation des sols
L'occupation des sols de la commune, telle qu'elle ressort de la base de données européenne d’occupation biophysique des sols Corine Land Cover (CLC), est marquée par l'importance des territoires agricoles (91,2 % en 2018), une proportion sensiblement équivalente à celle de 1990 (91 %). La répartition détaillée en 2018 est la suivante : 
terres arables (77,2 %), zones agricoles hétérogènes (10,4 %), forêts (8,8 %), cultures permanentes (2,5 %), prairies (1,1 %). L'évolution de l’occupation des sols de la commune et de ses infrastructures peut être observée sur les différentes représentations cartographiques du territoire : la carte de Cassini (XVIIIe siècle), la carte d'état-major (1820-1866) et les cartes ou photos aériennes de l'IGN pour la période actuelle (1950 à aujourd'hui).

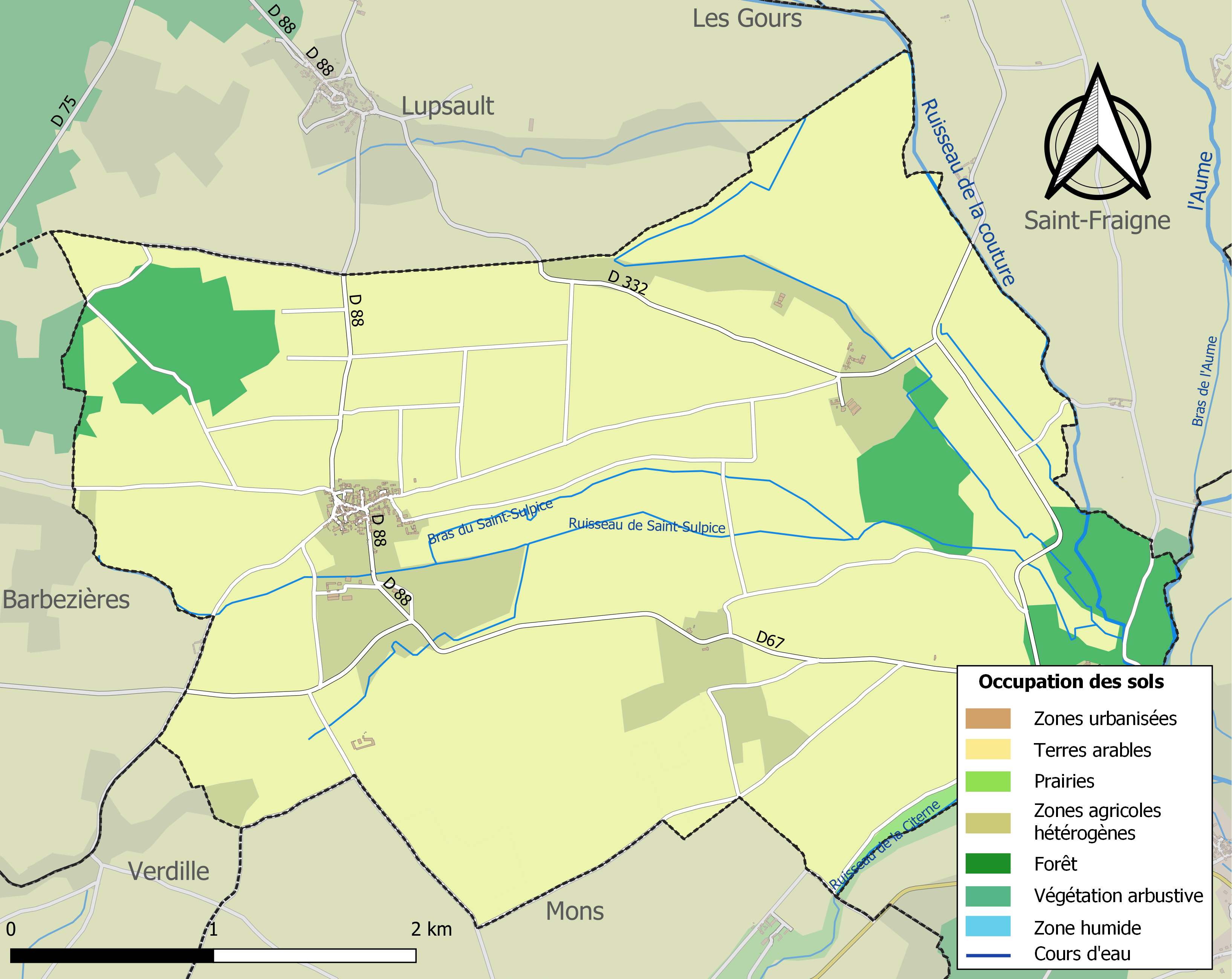
Carte des infrastructures et de l'occupation des sols de la commune en 2018 (CLC).

### Risques majeurs
Le territoire de la commune d'Oradour est vulnérable à différents aléas naturels : météorologiques (tempête, orage, neige, grand froid, canicule ou sécheresse), inondations et séisme (sismicité modérée). Un site publié par le BRGM permet d'évaluer simplement et rapidement les risques d'un bien localisé soit par son adresse soit par le numéro de sa parcelle.
Certaines parties du territoire communal sont susceptibles d’être affectées par le risque d’inondation par débordement de cours d'eau, notamment l'Aume et le ruisseau de la Couture. La commune a été reconnue en état de catastrophe naturelle au titre des dommages causés par les inondations et coulées de boue survenues en 1982 et 1999,.

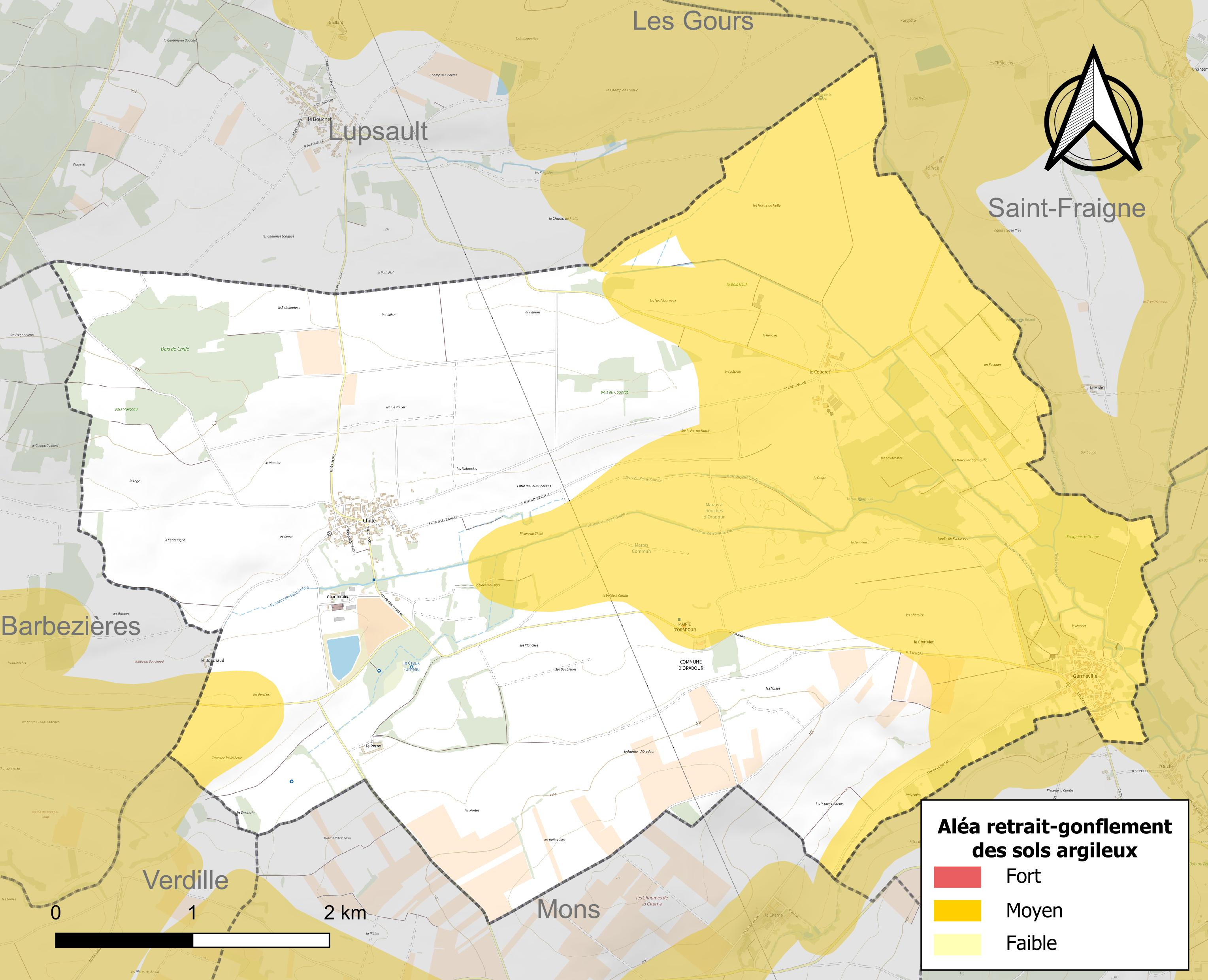
Carte des zones d'aléa retrait-gonflement des sols argileux d'Oradour.

Le retrait-gonflement des sols argileux est susceptible d'engendrer des dommages importants aux bâtiments en cas d’alternance de périodes de sécheresse et de pluie. 43,4 % de la superficie communale est en aléa moyen ou fort (67,4 % au niveau départemental et 48,5 % au niveau national). Sur les 146 bâtiments dénombrés sur la commune en 2019, 74 sont en aléa moyen ou fort, soit 51 %, à comparer aux 81 % au niveau départemental et 54 % au niveau national. Une cartographie de l'exposition du territoire national au retrait gonflement des sols argileux est disponible sur le site du BRGM,.
Par ailleurs, afin de mieux appréhender le risque d’affaissement de terrain, l'inventaire national des cavités souterraines permet de localiser celles situées sur la commune.
Concernant les mouvements de terrains, la commune a été reconnue en état de catastrophe naturelle au titre des dommages causés par des mouvements de terrain en 1999.

## Toponymie
Le nom de la localité est attesté sous la forme latinisée Oratorium en 1131.
L'origine du nom d'Oradour est l'ancien occitan orador « lieu où l'on prie, chapelle », issu lui-même du latin d'église oratorium qui signifie « oratoire »,.

## Histoire
Un prieuré aurait existé dès le XIe siècle au lieu-dit Chillé. Il appartenait au prieuré Notre-Dame de Lanville de l'ordre des bénédictins[réf. souhaitée].
Près de Chillé dans les marais se trouve une grosse pierre calcaire plantée, appelée localement la Grosse Pierre. Il se peut que ce soit une borne seigneuriale délimitant au nord la principauté de Marcillac.
Une maison forte du XVe siècle a existé à Germeville, remplacée par un château en 1870.
Vers 1065, Raymond Guillaume, seigneur de Germeville, fait don de sa terre à l'abbaye de Saint-Jean-d'Angély[réf. souhaitée].
Germeville était le siège d'un arrière-fief qui, au XVe siècle, appartenait à Antoine Valentin, écuyer, fils de Wastre Valentin, seigneur de Saint-Méxant. La branche cadette de la famille Valentin conservera Germeville jusqu'à la fin du XVIIe siècle[réf. souhaitée].
En 1472, Louis XI autorise son panetier, Patrice Valentin, seigneur de Saint-Méxant et de Germeville à y construire des maisons fortes[réf. souhaitée].
En 1695, Valentin François, lieutenant dans le régiment de Durfort-Boissière, se marie avec Anne Faure. En 1738, c'est Bernard Faure, seigneur de Rencureau, qui se disait seigneur de Germeville[réf. souhaitée].
Chillé était aussi le siège d'une seigneurie qui dépendait de la principauté de Marcillac. Cette terre, dans la seconde moitié du XVIIe siècle, semble avoir appartenu à François de Pindray, écuyer, seigneur de Montaigon, Ambelle et autres lieux, qui était aussi seigneur du Bouchet à Lupsault,.

## Administration
| Période                                  | Période  | Identité           | Étiquette | Qualité  |
| ---------------------------------------- | -------- | ------------------ | --------- | -------- |
| Les données manquantes sont à compléter. |          |                    |           |          |
| 1995                                     | 2014     | Yves Clément       | SE        | Retraité |
| 2014                                     | 2020     | Christian Rousseau |           | Retraité |
| 2020                                     | En cours | Didier Lavergne    |           | Retraité |

### Fiscalité
La fiscalité est d'un taux de 17,53 % sur le bâti, 34,02 % sur le non bâti, 6,53 % pour la taxe d'habitation  et 12 % de taxe professionnelle(chiffres 2007).
La communauté de communes prélève 2,61 % sur le bâti, 6,06 % sur le non bâti, 1,09 % pour la taxe d'habitation et 1,45 % de taxe professionnelle.

## Démographie

### Évolution démographique
L'évolution du nombre d'habitants est connue à travers les recensements de la population effectués dans la commune depuis 1793. Pour les communes de moins de 10 000 habitants, une enquête de recensement portant sur toute la population est réalisée tous les cinq ans, les populations de référence des années intermédiaires étant quant à elles estimées par interpolation ou extrapolation. Pour la commune, le premier recensement exhaustif entrant dans le cadre du nouveau dispositif a été réalisé en 2008.

En 2022, la commune comptait 155 habitants, en évolution de −10,4 % par rapport à 2016 (Charente : −0,48 %, France hors Mayotte : +2,11 %).
| 1793 | 1800 | 1806 | 1821 | 1831 | 1841 | 1846 | 1851 | 1856 |
| ---- | ---- | ---- | ---- | ---- | ---- | ---- | ---- | ---- |
| 437  | 675  | 705  | 773  | 803  | 861  | 863  | 853  | 784  |

| 1861 | 1866 | 1872 | 1876 | 1881 | 1886 | 1891 | 1896 | 1901 |
| ---- | ---- | ---- | ---- | ---- | ---- | ---- | ---- | ---- |
| 749  | 780  | 736  | 718  | 722  | 641  | 602  | 624  | 593  |

| 1906 | 1911 | 1921 | 1926 | 1931 | 1936 | 1946 | 1954 | 1962 |
| ---- | ---- | ---- | ---- | ---- | ---- | ---- | ---- | ---- |
| 593  | 557  | 518  | 483  | 462  | 425  | 404  | 392  | 348  |

| 1968 | 1975 | 1982 | 1990 | 1999 | 2006 | 2008 | 2013 | 2018 |
| ---- | ---- | ---- | ---- | ---- | ---- | ---- | ---- | ---- |
| 296  | 259  | 250  | 225  | 200  | 203  | 204  | 185  | 155  |

| 2022 | - | - | - | - | - | - | - | - |
| ---- | - | - | - | - | - | - | - | - |
| 155  | - | - | - | - | - | - | - | - |

### Pyramide des âges
La population de la commune est relativement âgée.
En 2018, le taux de personnes d'un âge inférieur à 30 ans s'élève à 13,6 %, soit en dessous de la moyenne départementale (30,2 %). À l'inverse, le taux de personnes d'âge supérieur à 60 ans est de 56,8 % la même année, alors qu'il est de 32,3 % au niveau départemental.
En 2018, la commune comptait 78 hommes pour 77 femmes, soit un taux de 50,32 % d'hommes, légèrement supérieur au taux départemental (48,41 %).
Les pyramides des âges de la commune et du département s'établissent comme suit.
| Hommes | Classe d’âge | Femmes |
| ------ | ------------ | ------ |
| 1,3    | 90 ou +      | 5,2    |
| 15,4   | 75-89 ans    | 20,8   |
| 33,3   | 60-74 ans    | 37,7   |
| 23,1   | 45-59 ans    | 20,8   |
| 7,7    | 30-44 ans    | 7,8    |
| 12,8   | 15-29 ans    | 3,9    |
| 6,4    | 0-14 ans     | 3,9    |

| Hommes | Classe d’âge | Femmes |
| ------ | ------------ | ------ |
| 1      | 90 ou +      | 2,7    |
| 9,2    | 75-89 ans    | 12     |
| 20,6   | 60-74 ans    | 21,3   |
| 20,7   | 45-59 ans    | 20,3   |
| 16,8   | 30-44 ans    | 16     |
| 15,6   | 15-29 ans    | 13,4   |
| 16,1   | 0-14 ans     | 14,3   |

## Économie

### Agriculture
L'agriculture est principalement céréalière. La viticulture occupe une partie de l'activité agricole. La commune est classée dans les Fins Bois, dans la zone d'appellation d'origine contrôlée du cognac.

## Lieux et monuments
Le prieuré Saint-Antoine, actuelle église paroissiale, dont il est fait mention au XIe siècle possède une façade qui semble dater du XIVe siècle et ses voûtes et sa couverture ont été refaites à la fin du XIXe siècle. Sa cloche en bronze dite Marie-Elizabeth date de 1882.
L'actuel château de Germeville a été construit après 1870, à l'emplacement du logis du XVIIIe siècle qui avait remplacé la maison forte détruite. La chapelle date de 1874. Il appartient à la famille Hériard-Dubreuil, qui possède le groupe Rémy Cointreau.
La Grosse Pierre est un menhir en pierre calcaire, situé à Chillé.

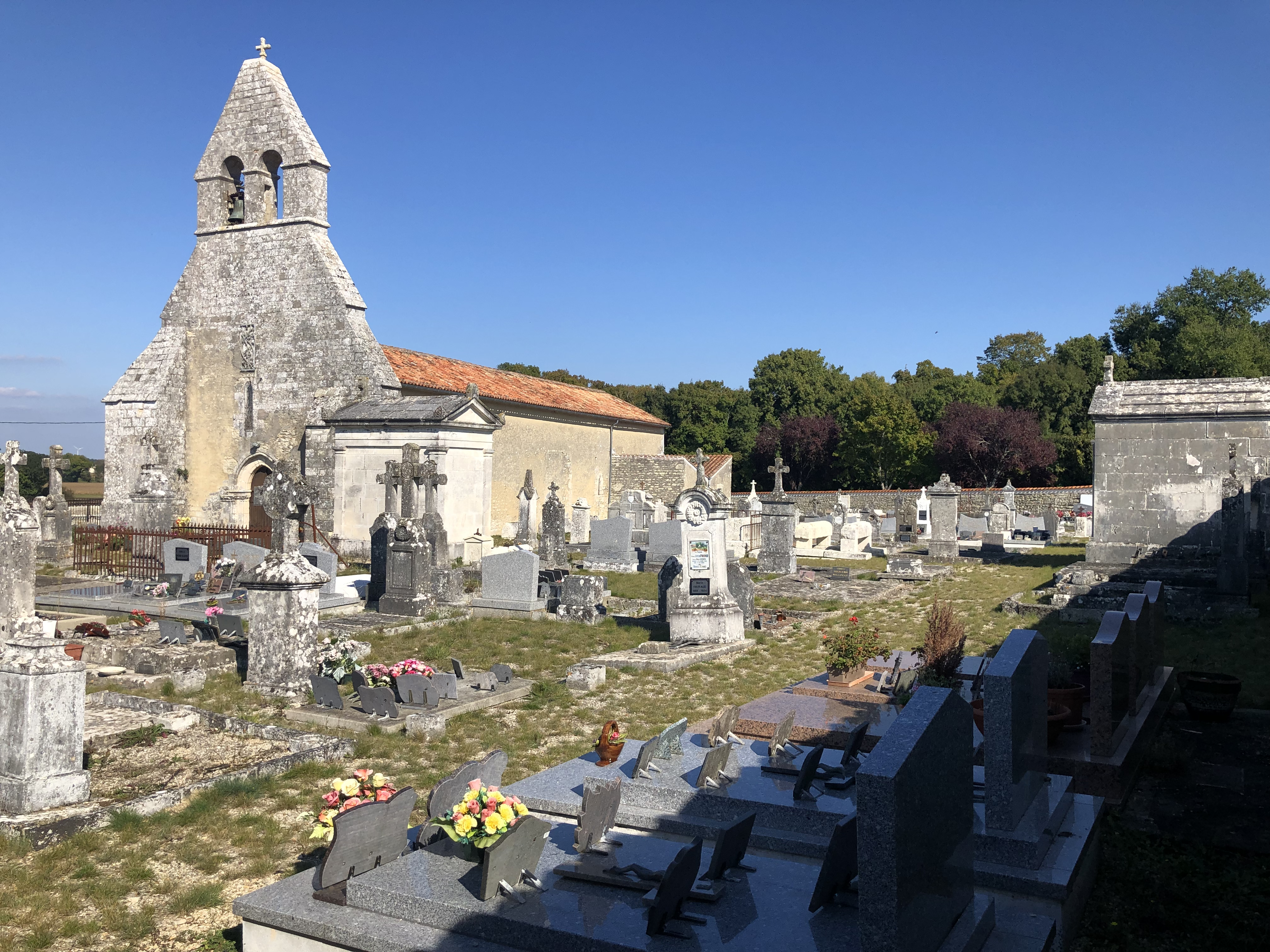
L'église Saint-Antoine et le cimetière
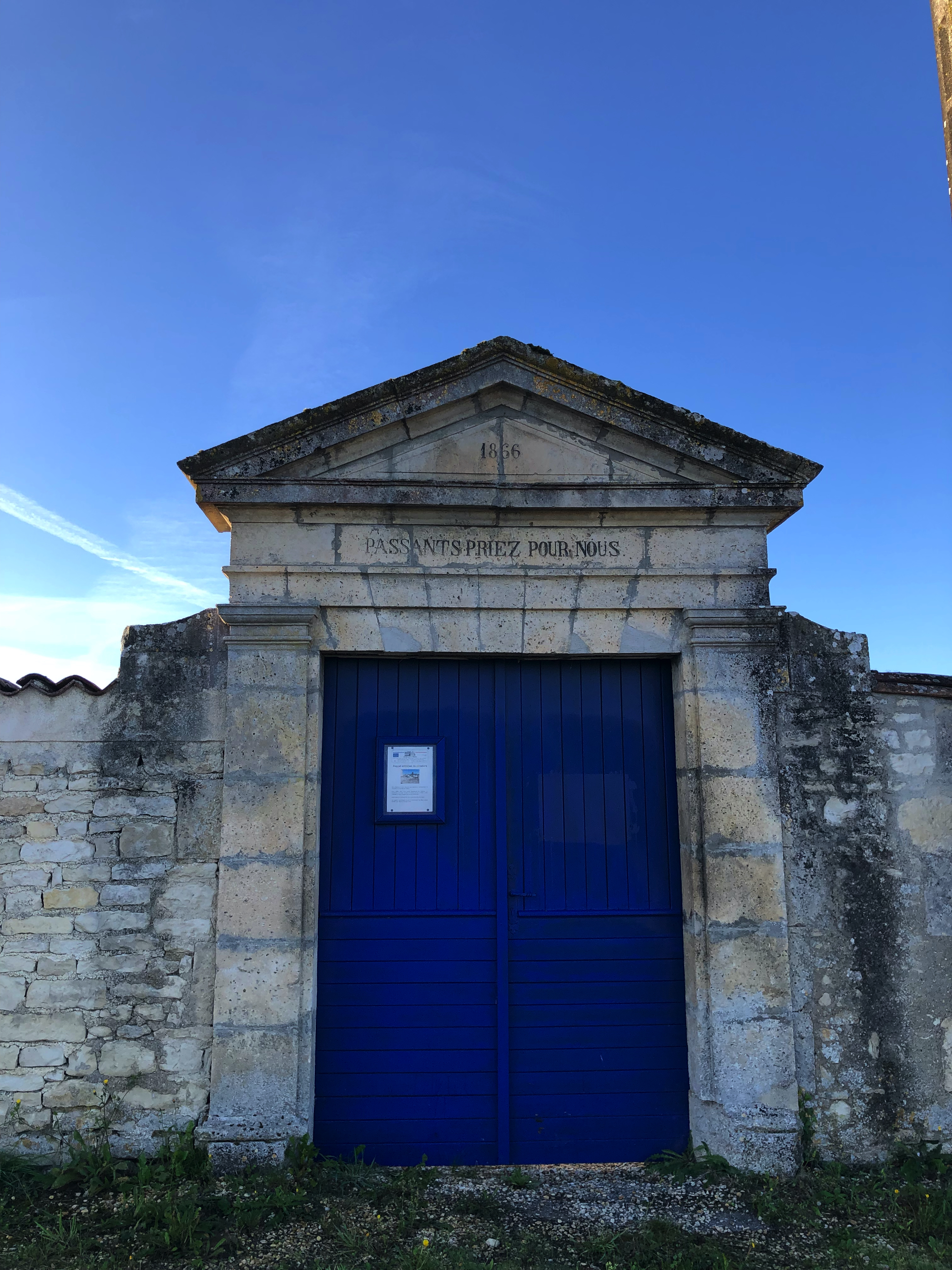
La porte du cimetière
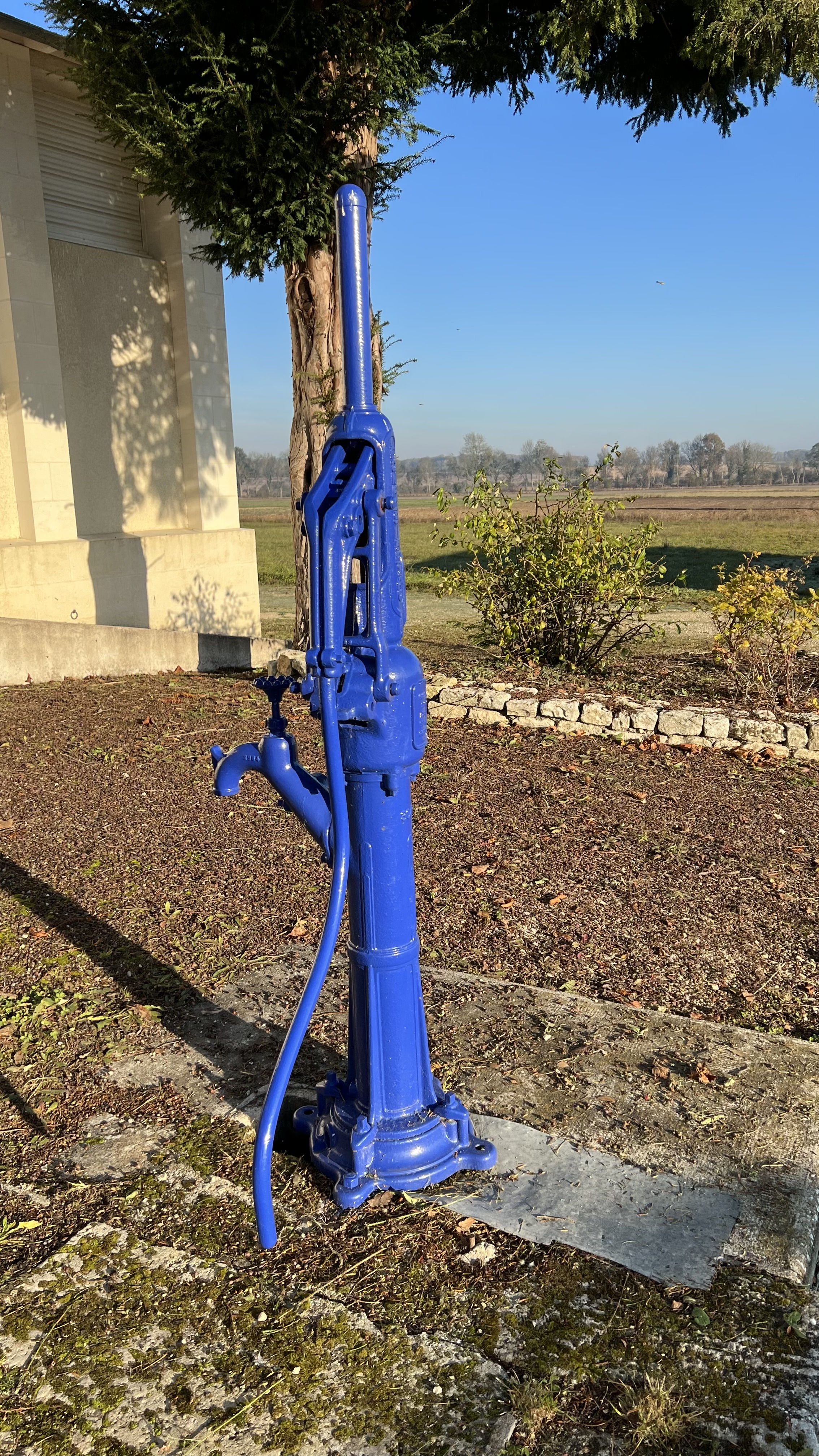
Pompe dans la cour de la mairie
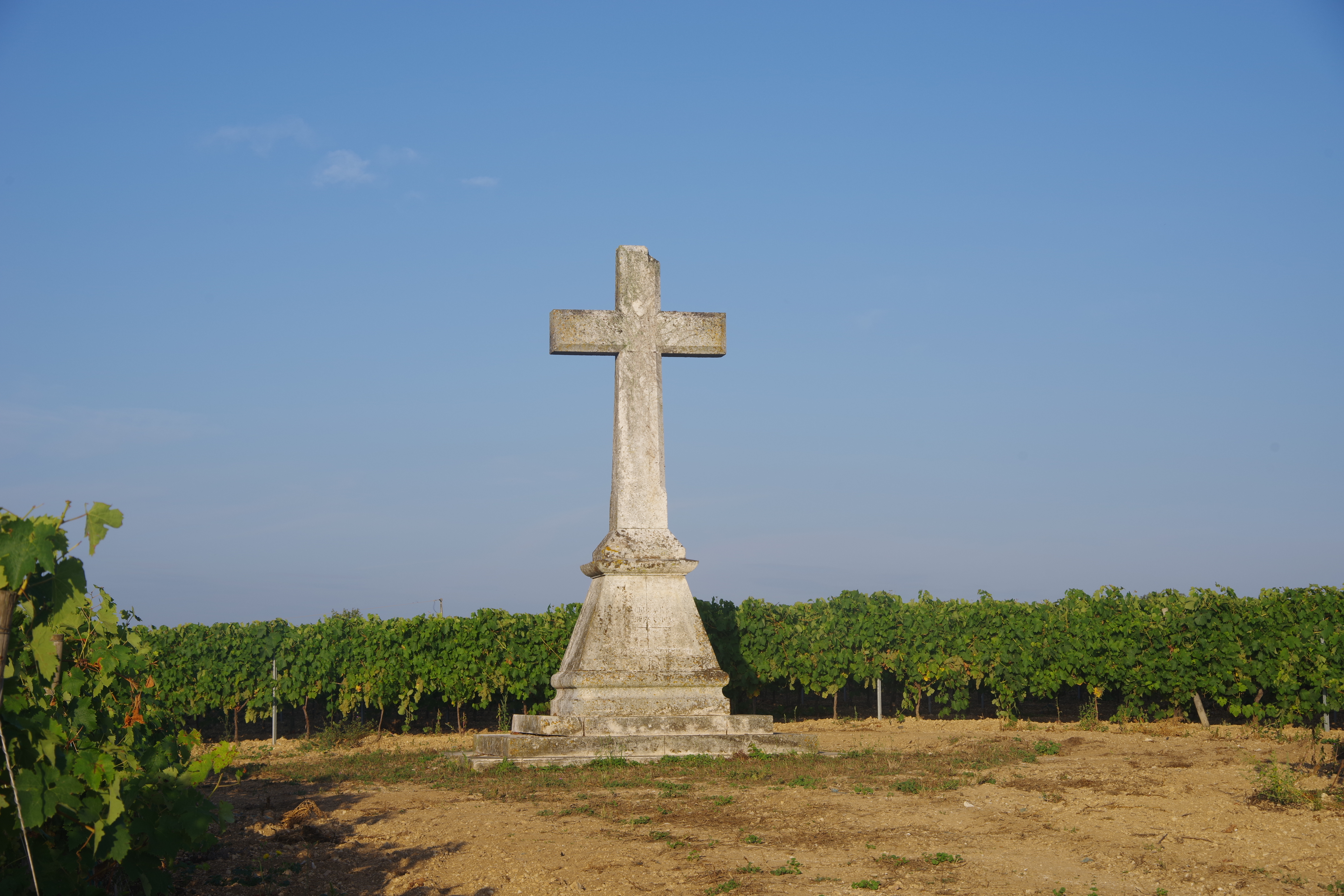
La croix de Germeville
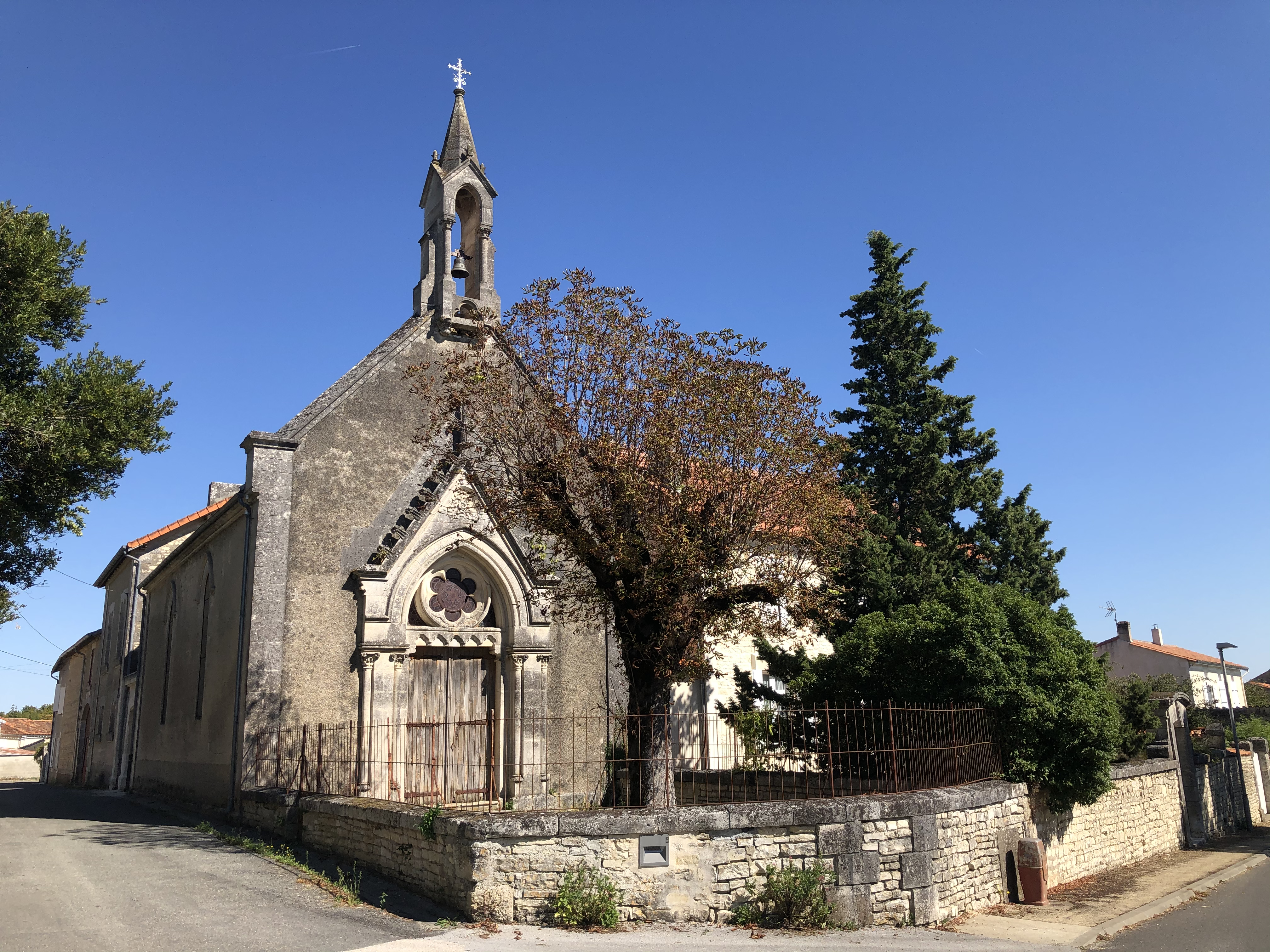
La chapelle de Germeville
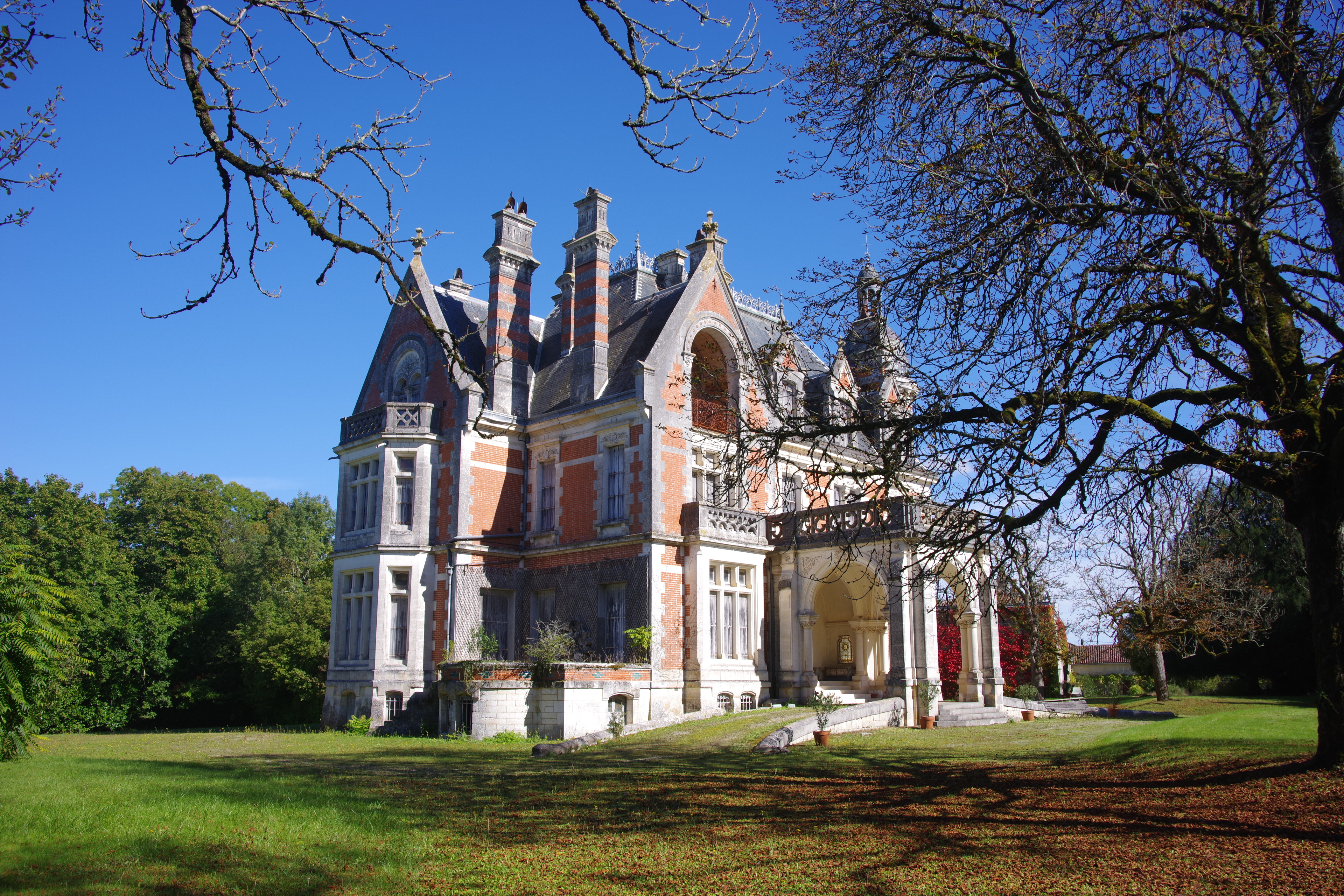
Le château de Germeville
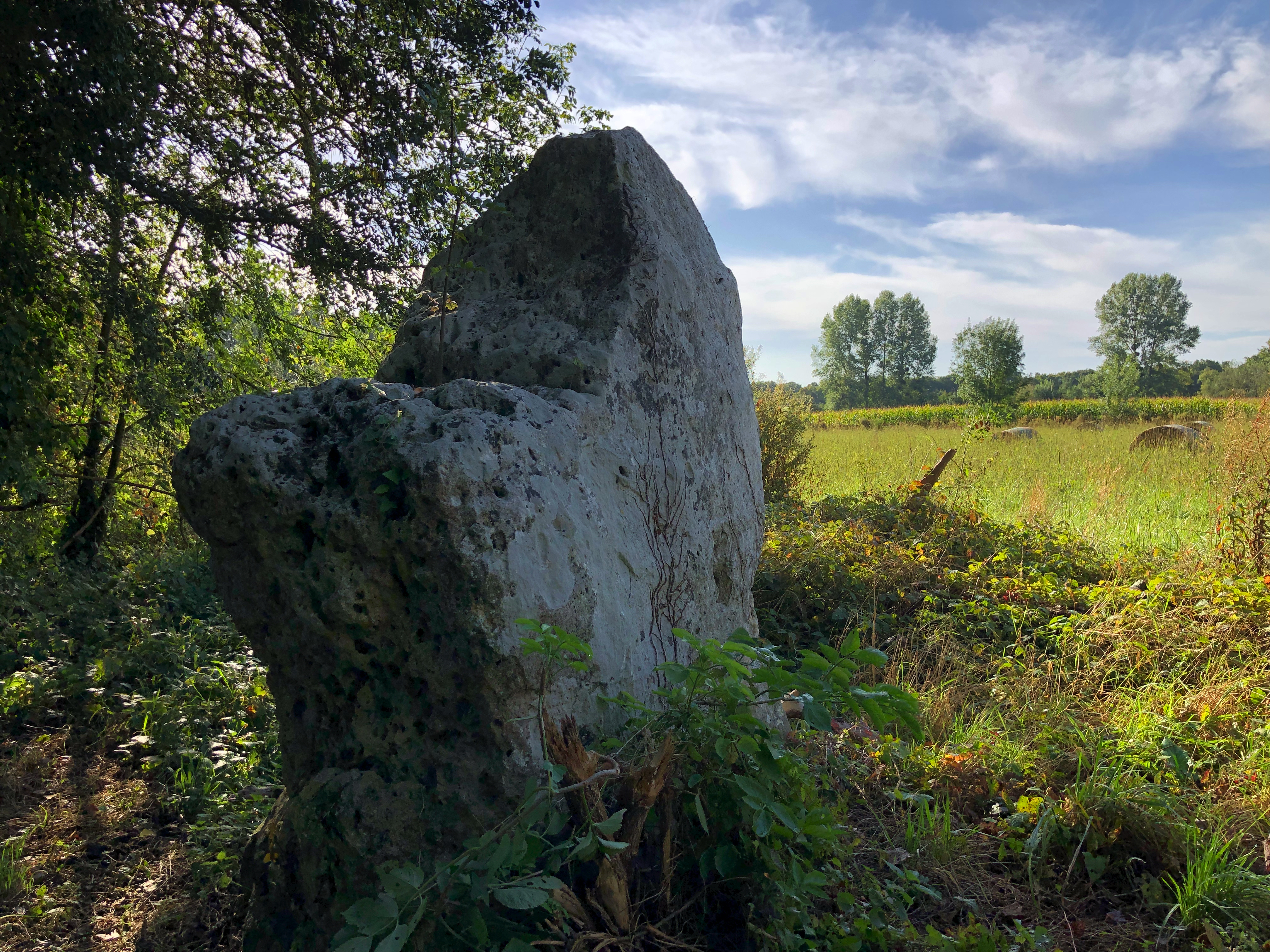
La Grosse Pierre